# Jacob Volhard
Jacob Volhard (4 de juny de 1834, Darmstadt - 14 de gener de 1910, Halle/Saale) fou un químic alemany, que realitzà importants contribucions a la química inorgànica, orgànica i analítica. Alguns processos químics duen el seu nom, com la valoració de Volhard, l'halogenació de Hell-Volhard-Zelinsky i la ciclació de Volhard-Erdmann.

## Biografia
Volhard estudià filologia i història a la Universitat de Giessen abans de dedicar-se a la química estudiant primer amb Justus von Liebig, i després amb Heinrich Will. El 1855 aconseguí el seu doctorat i es traslladà a la Universitat de Heidelberg, al laboratori de Robert Bunsen. En aquest període que passa a Heidelberg, Volhard no es dedica només a la química, i seguí estudiant filosofia i història. Justus von Liebig considerava que Volhard posseïa un gran talent, i el 1856 el portà com a assistent al seu Institut de Mònaco, però tampoc allà Volhard fou molt assidu al laboratori.
La seva carrera com a investigador començà durant la seva estada a Londres el 1858 amb August Wilhelm von Hofmann, i a Marburg amb Adolph Kolbe. El 1869 fou nomenat professor associat a Múnic, on dirigí el departament de química inorgànica des de 1872 fins a 1879. Després d'un breu període a Erlangen, el 1881 fou nomenat professor de la Universitat de Halle, on construí un nou edifici. De 1882 a 1908 fou director de l'Institut Químic, i el 1897 es convertí en rector de la Universitat de Trobi. El 1900 fou nomenat president de la Societat Química Alemanya (‘’Deutschen Gesellschaft Chemische’’) i el 1901 fou elegit membre honorari de l'Associació Alemanya de Químics (‘’Deutscher Vereins Chemiker’’).
Volhard també s'interessà en la història de la química. Una de les seves obres més importants en aquest camp és la primera biografia del seu mestre, Justus von Liebig, escrita el 1909, un treball essencial en l'estudi de la figura de Liebig. Fou editor durant molts anys de la revista Liebigs Annales i vicepresident de l'Acadèmia Cesarea Leopoldina, de la qual formava part des de 1883. Volhard fou un gran mestre, i la seva obra d'introducció a l'anàlisi qualitatiu fou una obra de referència durant dècades per estudiar química a Alemanya, finalment publicada el 1875 sota el títol Anleitung zur Qualitative Analyse, coneguda com el Petit Volhard. Volhard era conegut sobretot pel seu humor i el seu dialecte de Darmstadt, que seguí utilitzant sense alteració fins a la seva vellesa.
Volhard morí l'any 1910, sent molt respectat. El seu bust adorna l'antic Institut de Química de Halle. Justus von Liebig va dir sobre Volhard: "Mai he tingut un assistent tan clarament format." Alguns dels seus alumnes més notables foren Johannes Thiele, Rudolf Schenck, David Vorländer i Hermann Staudinger. El seu fill Franz Volhard (1872-1950) fou un destacat metge internista i nefròleg, i un centre mèdic de l'Hospital Universitari de Giessen porta el seu nom.

## Obra

Àcid pulvínic

Àcid vulpínic

Volhard és sobretot conegut pel seu desenvolupament de l'anàlisi volumètric, en particular la valoració de plata amb tiocianat d'amoni. Les seves contribucions més importants al desenvolupament de la química són:
- Síntesi de la sarcosina (1862).
- Síntesi de la creatina i preparació de la guanidina i la cianamida (1868).
- Síntesi de l'àcid pulvínic i de l'àcid vulpínic.
- Determinació de manganès (1879).
- Bromació d'àcids carboxílics (halogenació de Hell-Volhard-Zelinsky, 1881-1887).
- Síntesi de tiofè (ciclació de Volhard-Erdmann, 1885).
- Determinació volumètrica de plata, halurs, cianur i tiocianat (valoració de Volhard).

### Obres
- Über mehratomige Harnstoffe (On the ureas of the diamines), Londres 1861.
- Die chemische Theorie, Múnich 1863.
- Die Begründung der Chemie durch Lavoisier, Leipzig 1870.
- Volhards Anleitung zur qualitativen Analyse (ed. Clemens Zimmermann) Múnich, 1875.
- Experiments in General Chemistry and Introduction to Chemical Analysis (junto a C. Zimmermann), Baltimore 1887.
- August Wilhelm von Hofmann - Ein Lebensbild (junto a Emil Fischer) 1902.
- Justus von Liebig - Sein Leben und Wirken, 2. Bd., Leipzig 1909.